# Bill Gadsby
William Alexander „Bill“ Gadsby (* 8. August 1927 in Calgary, Alberta; † 10. März 2016 in Farmington Hills, Michigan, USA) war ein kanadischer Eishockeyspieler und -trainer, der im Verlauf seiner aktiven Karriere zwischen 1946 und 1966 unter anderem 1315 Spiele für die Chicago Black Hawks, New York Rangers und Detroit Red Wings in der National Hockey League auf der Position des Verteidigers bestritten hat. Gadsby, der die Detroit Red Wings zwischen 1968 und 1969 auch als Cheftrainer betreute, gilt als einer der besten Abwehrspieler der 1950er-Jahre in der NHL und wurde zwischen 1953 und 1965 insgesamt siebenmal in eines der beiden NHL All-Star Teams am Saisonende berufen. Seine Karriere wurde mit der Aufnahme in die Hockey Hall of Fame im Jahr 1970 gekrönt.

## Karriere
Aufgewachsen in den Jahren des Zweiten Weltkriegs war Gadsby stetig ein ausdauernder und harter Verteidiger. Während seiner Juniorenzeit ging er vorwiegend für die Edmonton Canadians aufs Eis, mit denen er auch am Memorial Cup teilnahm. Gadsby, der bereits in jungen Jahren ein Anhänger der Chicago Black Hawks war, wurde während dieser Zeit von Chicagos Scout Bill Tobin angeworben, der von Gadsbys Fähigkeiten überzeugt war. Tobin unterbreitete ihm ein Vertragsangebot für eine Gesamtsumme von 7.500 US-Dollar und weiteren 3.000 US-Dollar Bonus.
Zunächst war der Kanadier zu Beginn der Saison 1946/47 für das Minor-League-Team Kansas City Pla-Mors in der United States Hockey League aktiv, bevor er im Saisonverlauf für die Black Hawks in der National Hockey League debütierte. In derselben Saison bezwang er Harry Lumley von den Detroit Red Wings eine Sekunde vor Spielende, als der Verteidiger zum Siegtor für die Hawks traf. Während er sich immer wieder in die All-Star-Teams spielte, gelang es ihm jedoch nie mit einem seiner Teams den Stanley Cup zu gewinnen. 1956 folgte die erste Nominierung ins NHL First All-Star Team, zu diesem Zeitpunkt spielte er aber bereits für die New York Rangers. In den Jahren 1958 und 1959 fand er sich ebenfalls im First All-Star Team wieder, während er weitere viermal im Second All-Star Team stand. Im Verlauf seiner Karriere erreichte der Verteidiger im Trikot der Detroit Red Wings, für die er ab 1961 aktiv war, dreimal die Finalserie um den Stanley Cup, wobei das Team 1963 und 1964 den Toronto Maple Leafs und 1966 den Canadiens de Montréal unterlag.
Nach der Spielzeit 1965/66 beendete Gadsby kurz vor seinem 39. Geburtstag seine Karriere als Aktiver. Zum Ende der 1960er-Jahre war er bei den Detroit Red Wings als Trainer tätig. 1970 wurde er mit der Aufnahme in die Hockey Hall of Fame geehrt. Gadsby war 63 Jahre mit seiner Frau Edna verheiratet und hatte vier Töchter. Er verstarb im Mai 2016 im Alter von 88 Jahren in seiner Wahlheimat Farmington Hills im US-Bundesstaat Michigan.
Auf der Rückreise von einem Verwandtschaftsbesuch in England überlebten der 12-jährige Bill Gadsby und seine Mutter Elizabeth die Versenkung des britischen Ozeandampfers Athenia durch ein deutsches U-Boot im September 1939, wodurch 112 Menschen ums Leben kamen. Mutter und Sohn reisten zwei Wochen später an Bord der Mauretania zurück in die USA.

## Erfolge und Auszeichnungen
| - 1953 NHL Second All-Star-Team - 1953 Teilnahme am NHL All-Star Game - 1954 NHL Second All-Star-Team - 1954 Teilnahme am NHL All-Star Game - 1956 NHL First All-Star-Team - 1956 Teilnahme am NHL All-Star Game - 1957 NHL Second All-Star-Team - 1957 Teilnahme am NHL All-Star Game | - 1958 NHL First All-Star-Team - 1958 Teilnahme am NHL All-Star Game - 1959 NHL First All-Star-Team - 1959 Teilnahme am NHL All-Star Game - 1960 Teilnahme am NHL All-Star Game - 1965 NHL Second All-Star-Team - 1965 Teilnahme am NHL All-Star Game - 1970 Aufnahme in die Hockey Hall of Fame |

## Karrierestatistik
(Legende zur Spielerstatistik: Sp oder GP = absolvierte Spiele; T oder G = erzielte Tore; V oder A = erzielte Assists; Pkt oder Pts = erzielte Scorerpunkte; SM oder PIM = erhaltene Strafminuten; +/− = Plus/Minus-Bilanz; PP = erzielte Überzahltore; SH = erzielte Unterzahltore; GW = erzielte Siegtore; 1 Play-downs/Relegation; Kursiv: Statistik nicht vollständig)

### NHL-Trainerstatistik
(Legende zur Trainerstatistik: Sp oder GC = Spiele insgesamt; W oder S = erzielte Siege; L oder N = erzielte Niederlagen; T oder U = erzielte Unentschieden; OTL oder OTN = erzielte Niederlagen nach Overtime oder Shootout; Pts oder Pkt = erzielte Punkte; Pts% oder Pkt% = Punktquote; Win% = Siegquote; Resultat = erreichte Runde in den Play-offs)